# Singhiella elbaensis
Singhiella elbaensis és una espècie d'hemípter del gènere Singhiella, de la família dels Aleiròdids.
Va ser descrita científicament per primera vegada per Priesner & Hosny el 1934.